# بارنت فابريتيوس
بارنت أو برنارد بيتيرز فابريتيوس (أو فابريسيوس) (بالهولندية: Barent Fabritius) (و.16 نوفمبر 1624 - 20 أكتوبر 1673)، رسام هولندي.
ولد فابريتيوس في ميدنبيمستر، شمال-هولندا، درس مع إخوته يوهانس وكارل فابريتيوس، وربما مع رامبرانت أيضًا. توفي في أمستردام .

## من لوحاته

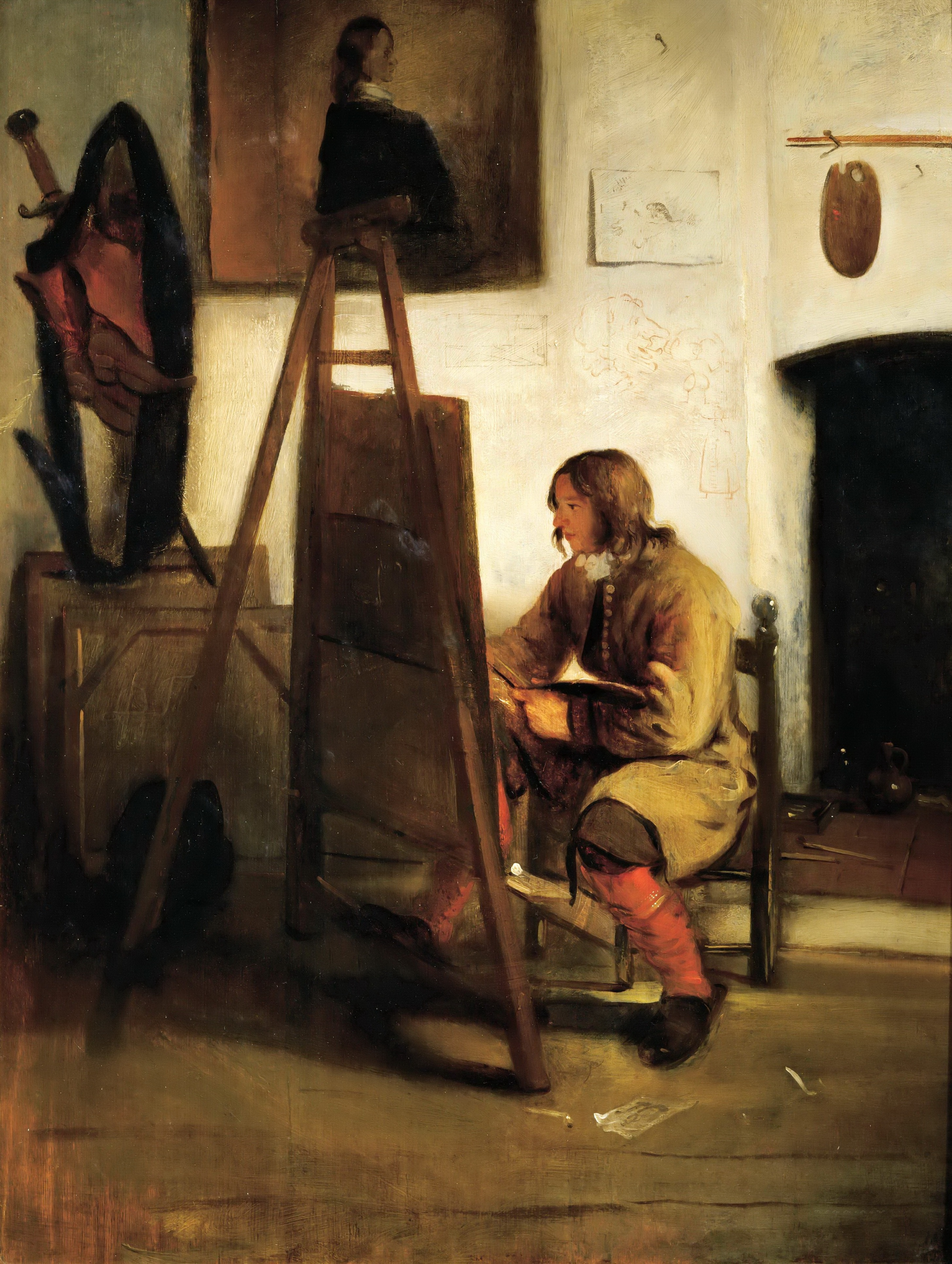
الرسام الشاب في مرسمه ق. 1655-1660)
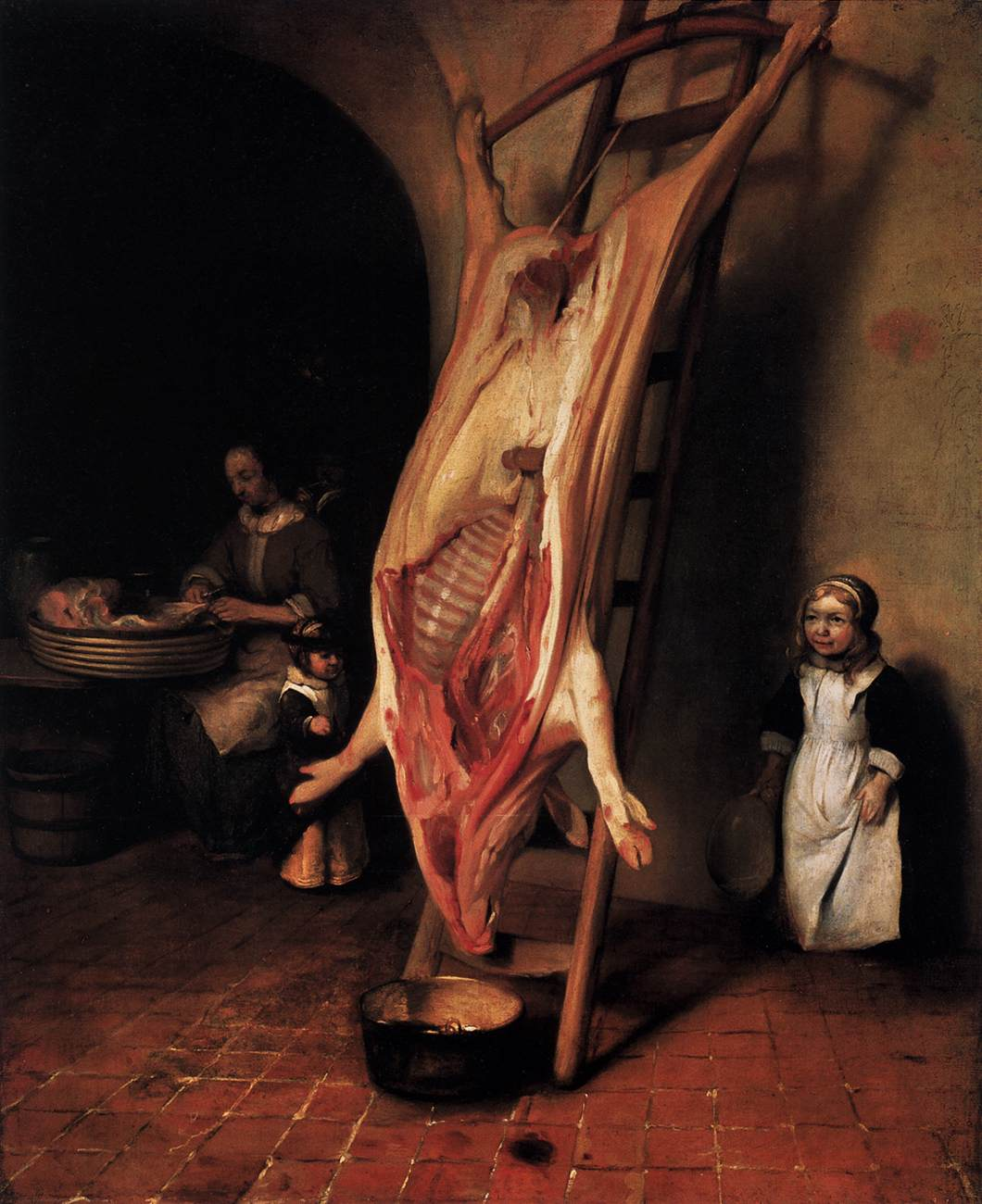
الخنزير المذبوح (1656)
روث وبوعز (1660)

## روابط خارجية
- فابريتيوس في المعهد الهولندي لتاريخ الفن
- بارنت فابريتيوس في PubHist